# HK Vitebsk
HK Vitebsk je hokejový klub z Vitebsku, který hraje Běloruskou hokejovou ligu. Klub byl založen roku 1959. Jejich domovským stadionem je Ice Arena Vitebsk s kapacitou 1900 lidí.